# غرفة المقاصة الألية
غرفة المقاصة الألية (Automated Clearing House) هي نظام إلكترونى يسمح بتبادل المدفوعات صغيرة القيمة ما بين البنوك المحلية في دولة ما وتسوية إجمالي قيم المدفوعات بالخصم والإضافة لحسابات هذه البنوك طرف بنك التسوية والذي يلعب دوره في أغلب الأحيان البنك المركزي للدولة.
يتم تبادل رسائل المدفوعات ما بين البنوك الأعضاء في الغرفة إما بغرض الإضافة لحساب عميل طرف بنك آخر ومن أمثلة هذا النوع (صرف رواتب العاملين أصحاب حسابات بنكية طرف بنك مختلف عن بنك الشركة – دفع مستحقات الموردين – تحويل الأموال... إلخ). ويوجد غرض آخر لتبادل الرسائل الإلكترونية بين أعضاء الغرفة وهو الخصم على حسابات الغير طرف البنوك الأخرى ومن أمثلة هذا النوع (خصم فواتير العملاء – تحصيل الرسوم – تحصيل الأقساط... إلخ)
تستخدم مواصفات قياسية لتبادل ملفات الرسائل المختلفة ما بين البنوك الأعضاء. ومن أكثر المواصفات شيوعا النظام الأمريكي (NACHA standard) الصادر عن مؤسسة ناشا والنظام الأوروبى (ISO 20022)
وتتميز غرف المقاصة الألية بقدرتها على التعامل مع ملفات تحوى أوامر دفع أو خصم للعديد من المستفيدين طرف البنوك الأخرى وتقوم الغرفة بوظيفة المقاصة في توزيع المدفوعات لكل بنك وتسوية الحسابات الخاصة بأطراف المعاملات لدى بنك التسوية.